# Edmund Reim
Edmund Reim (* 13. August 1859 in Wien; † 28. Februar 1928 ebenda) war ein österreichischer Komponist und Dirigent.

## Leben und Werk
Edmund Reim war von Beruf Lehrer. Als Musiker war er Schüler von Rudolf Weinwurm und Otto Bach. Bei mehreren Männergesangsvereinen, darunter beim Wiener Männergesang-Verein und später beim Eisenbahnergesangsverein wirkte Reim als Chormeister. 
Reim komponierte insgesamt 75 Musikwerke. Seine Chorwerke mit Orchesterbegleitung wurden vom Wiener Männergesangsverein aufgeführt. Daneben schuf Reim auch zwei Opern, Lieder, Tanzstücke und Orchesterwerke. Anlässlich des Kaiserjubiläums erhielt er für seine Kaiser-Franz-Josephs-Hymne den 2. Preis.
Edmund Reim wohnte in Wien-Meidling, wo er in seinem Wohnhaus in der Schönbrunner Straße 230 auch starb. 1937 hat man die Edmund-Reim-Gasse in Wien-Meidling ihm zu Ehren benannt.